# Полузорье
Полузорье (укр. Полузір'я) — село,
Полузорский сельский совет,
Новосанжарский район,
Полтавская область,
Украина.
Код КОАТУУ — 5323484601. Население по переписи 2001 года составляло 328 человек.
Является административным центром Полузорского сельского совета, в который, кроме того, входят сёла
Белокони,
Бондуры,
Дмитренки,
Шевцы и
Гергели.

## Географическое положение
Село Полузорье примыкает к селу Дмитренки, на расстоянии в 0,5 км от села Бондуры.
По селу протекает пересыхающий ручей, впадающий в реку Полузерье.

## История
- Начало XVII века — дата основания.
- 1782 год — село упоминается как Полузорские хутора.
- В конце XIX — начале XX веков в деревне Полузорье была основана конюшня Михаила Ивановича Лазарева. В 1900 году завод М. И. Лазарева вышел на первое место в России по сумме выигрыша чистокровными лошадьми на ипподромах. Конюшня, водонапорная башня, несколько мелких построек архитектуры тех времен сохранились на окраине села до сих пор.

## Объекты социальной сферы
- Детский сад.
- Школа.
- Амбулатория.
- Дом культуры.